# 備中鍬

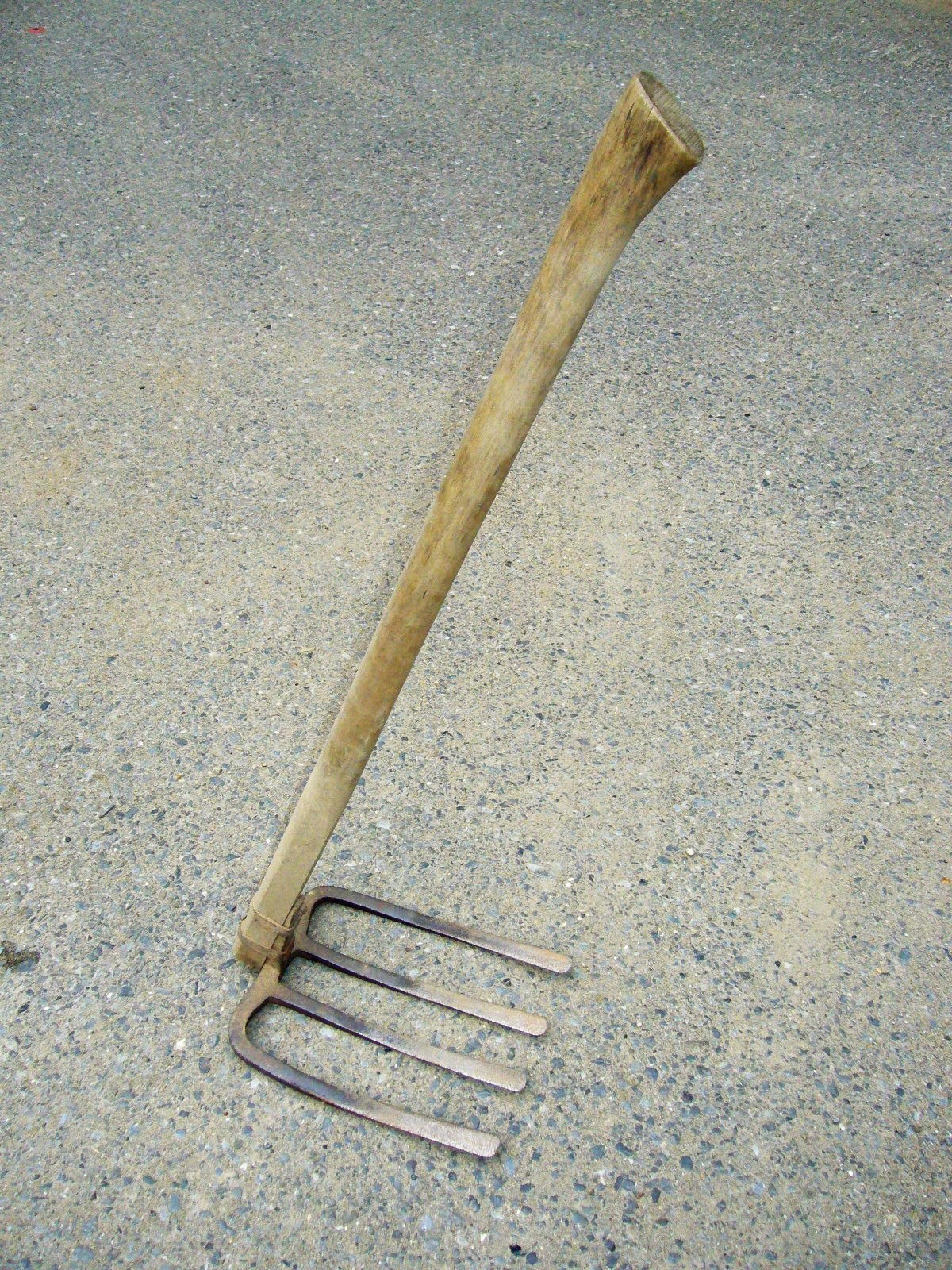
備中鍬

備中鍬（びっちゅうぐわ）は、深耕や水田荒起に用いる鍬を改良した農具である。
材料に股木を利用した「股鍬」の一種。弥生時代から存在していた股鍬が改良されたもの。弥生時代のものは木製だったが、古墳時代になると鉄製のものも生まれた。刃の先が2本から6本に分かれているものを「備中鍬」と呼称した。「備中鍬」の名前で呼ばれるようになったのは江戸時代からで、別名に「万能」、「マンガ」などがある。
歯が三本の備中鍬は三つ子、三本鍬、三本万能、三本マンガと呼び、歯が四本の備中鍬を四つ子、四本鍬、四本万能、四本マンガと呼んだ。刃の形状には、尖ったもの、角形、撥形がある。
備中鍬は文化文政時代に普及、平鍬と違い、湿り気のある土壌を掘削しても、金串状になっている歯の関係で歯の先に土がつきづらいのが利点。粘土質の土壌や、棚田を耕すために使われた。また、馬や牛、鳥を所有することが出来ない小作農にもよく使われた。